# Аннібале Карраччі
Аннібале Карраччі (італ. Annibale Carracci; 3 листопада 1560, Болонья — 15 липня 1609, Рим) — відомий художник і графік з Болоньї. Малював фрески, релігійні, побутові і міфологічні картини, іноді портрети.

## Біографія
Народився в 1560 р. в місті Болонья. Навчання отримав у Лодовіко Карраччі, свого старшого двоюрідного брата. Довго і ретельно вивчав твори Рафаеля, Мікеланджело, Антоніо Корреджо, Веронезе, Тінторетто.
Один із засновників Болонської академії мистецтв (Accademia degli Incamminati, тих, хто на вірному шляху) у 1580-х роках.
У 1597 році отримав запрошення від кардинала Фарнезе в Рим, де виконав фрески в Палаццо Фарнезе на міфологічні теми. Працював разом з братом Агостіно і помічниками майже вісім років.
Збіднів і помер в Римі на 49 році життя. За заповітом, художника поховали в римському Пантеоні поряд з могилою його кумира — художника Рафаеля Санті.

## Вибрані твори
- Куди прямуєш, Господи?, Національна галерея, Лондон
- Вівтар святого Луки, Лувр, Париж
- Полювання, Лувр, Париж
- Рибна ловля, Лувр, Париж
- Венера та Адоніс, Художньо-історичний музей, Відень
- «П'єта Фарнезе», Музей Каподімонте, Неаполь
- Втеча Святої Родини в Єгипет, Рим
- М'ясна крамниця,
- Автопортрет на мольберті, Ермітаж
- Вечірній пейзаж з рибалкамим, Ермітаж, Петербург
- Пейзаж, Прадо, Мадрид
- Геркулес на перетині шляхів, Музей Каподімонте, Неаполь
- Вакханка, Уффіці, Флоренція

### Малюнки і гравюри

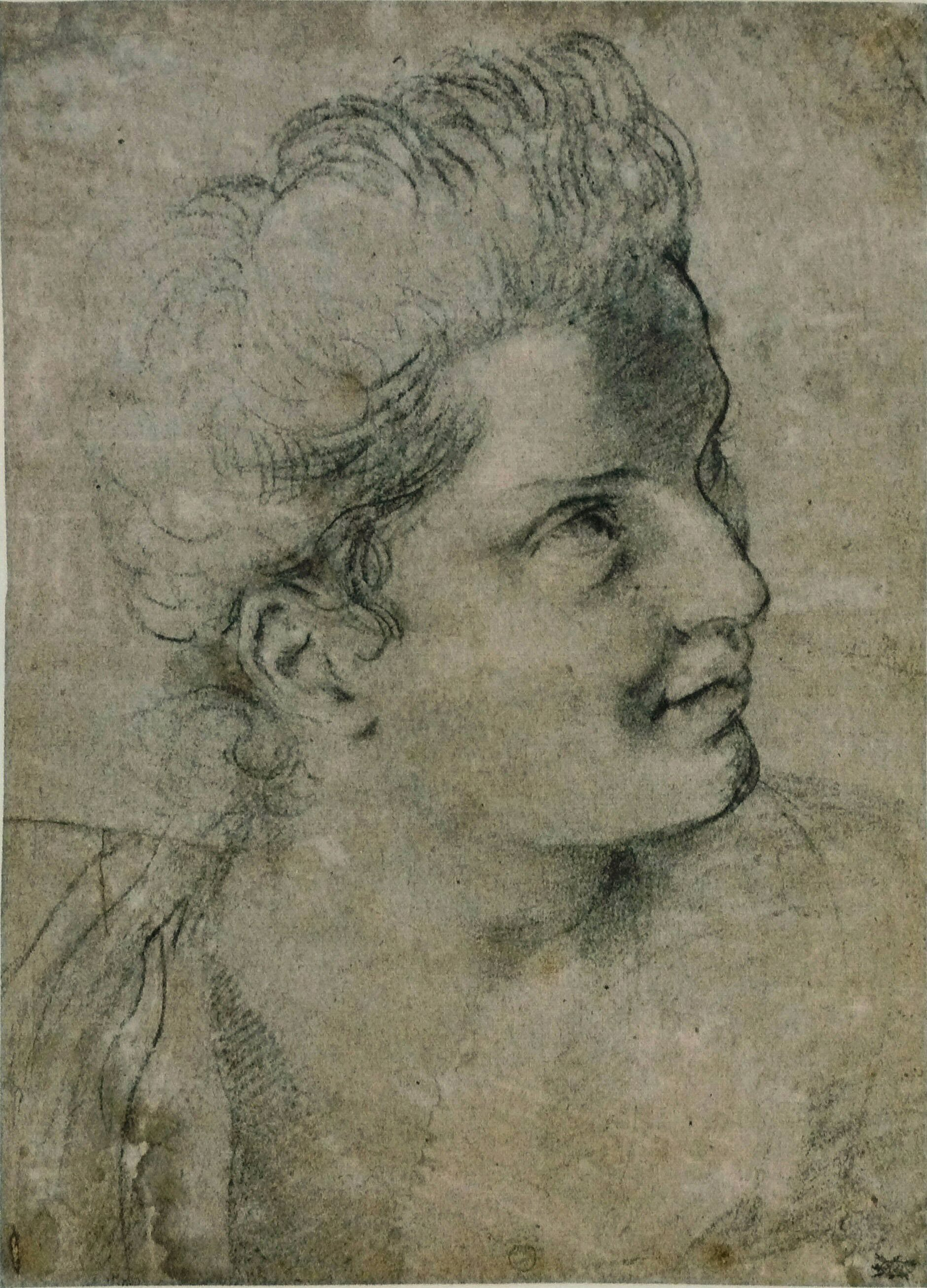
Малюнок голови жінки
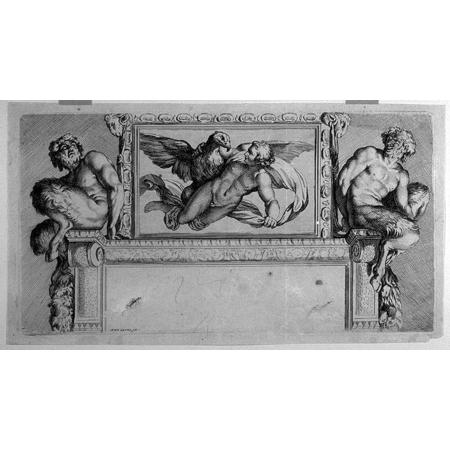
Орел Зевса викрадає Ганімеда, гравюра з фрески палацу фарнезе.
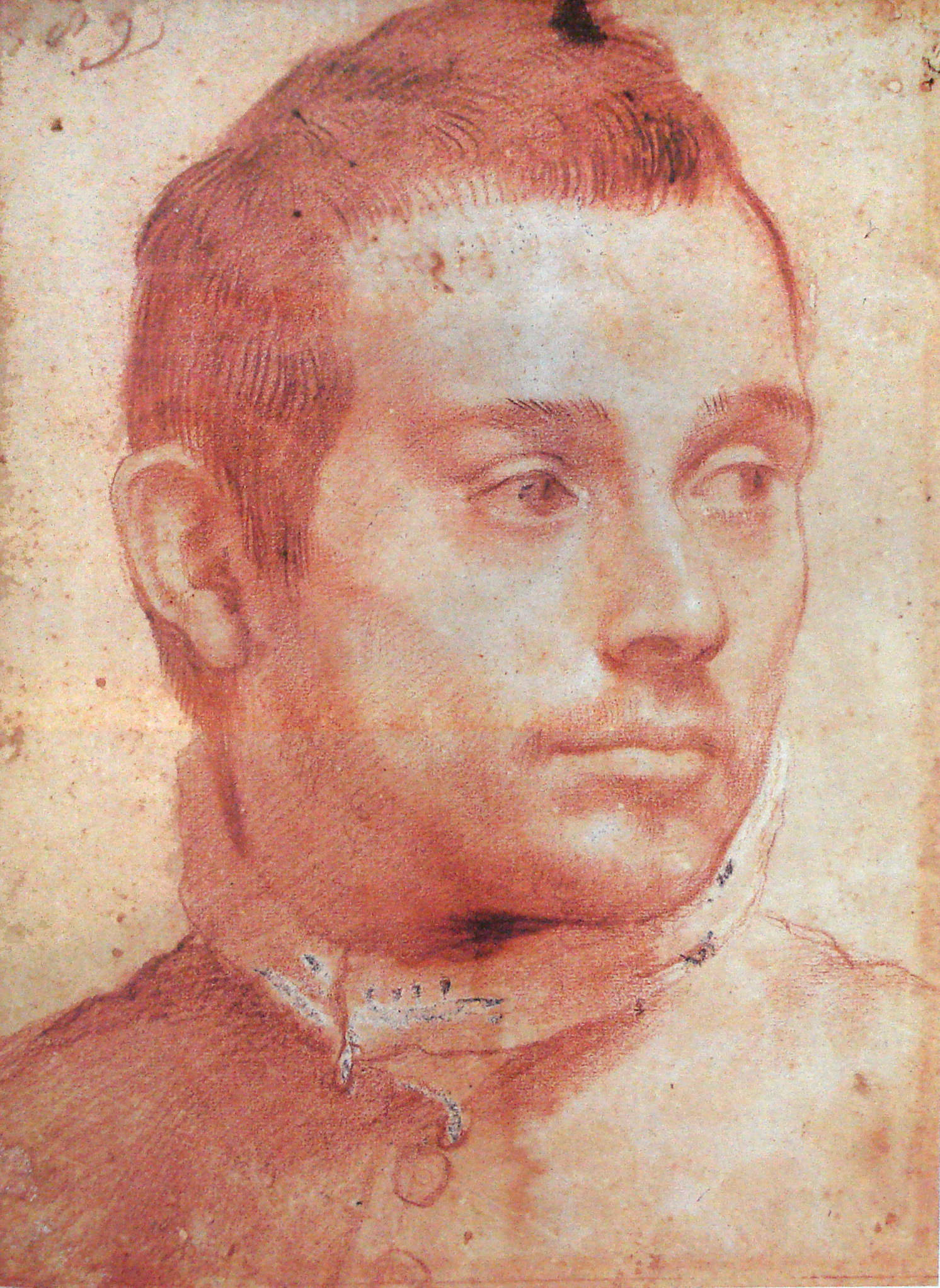
Ескіз-малюнок до портрета юнака
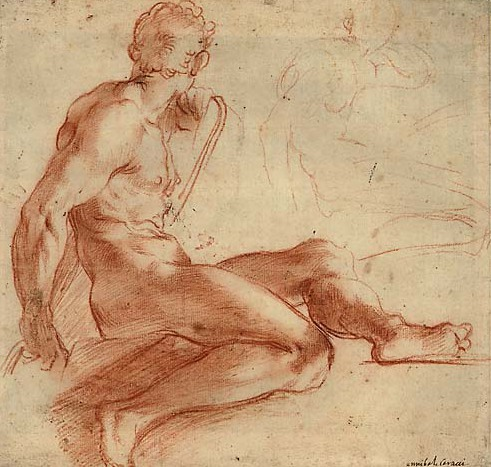
Малюнок чоловічої фігури.
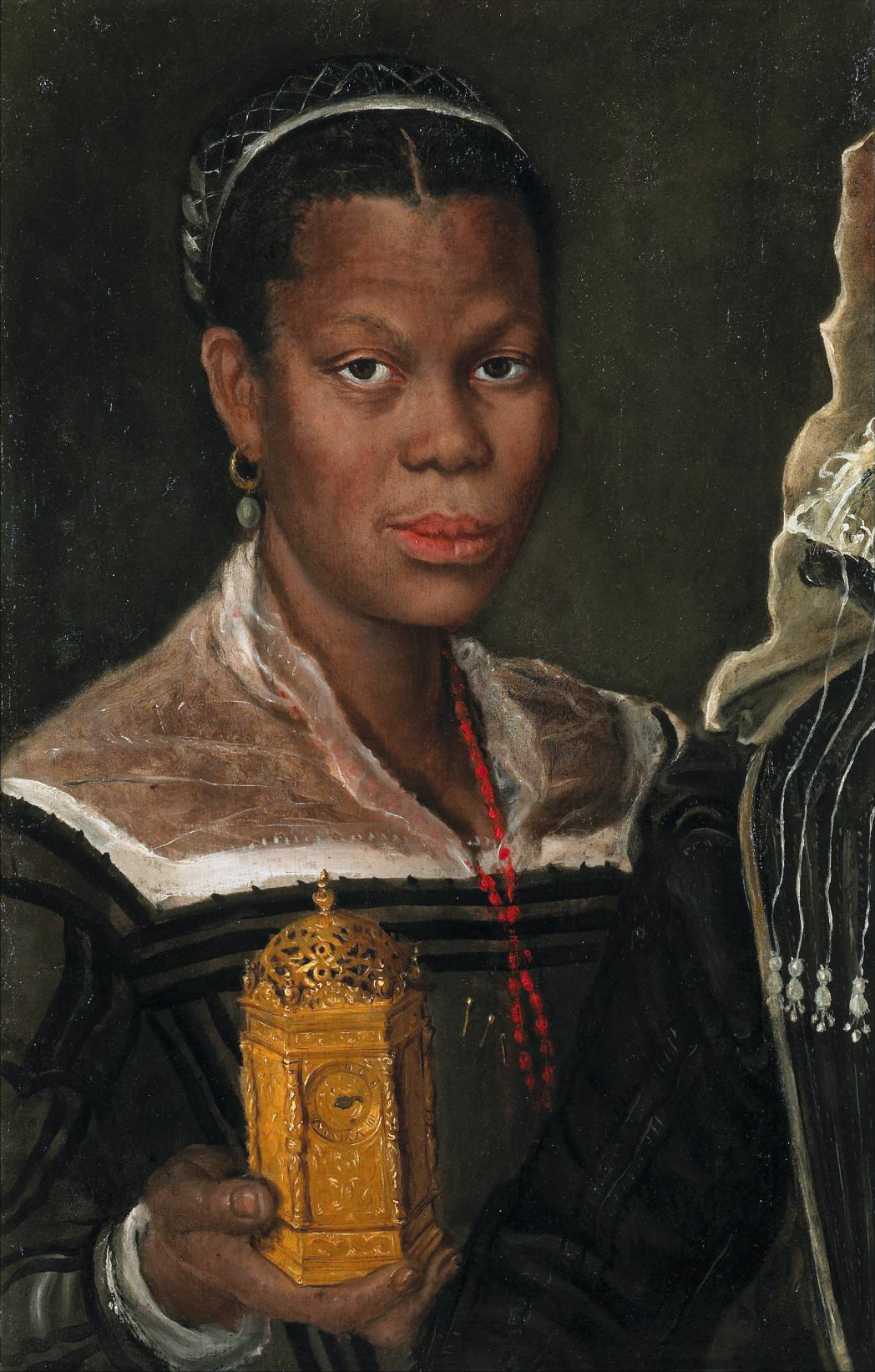
Портрет африканської жінки з годинником, близько 1585

### Релігійні образи́

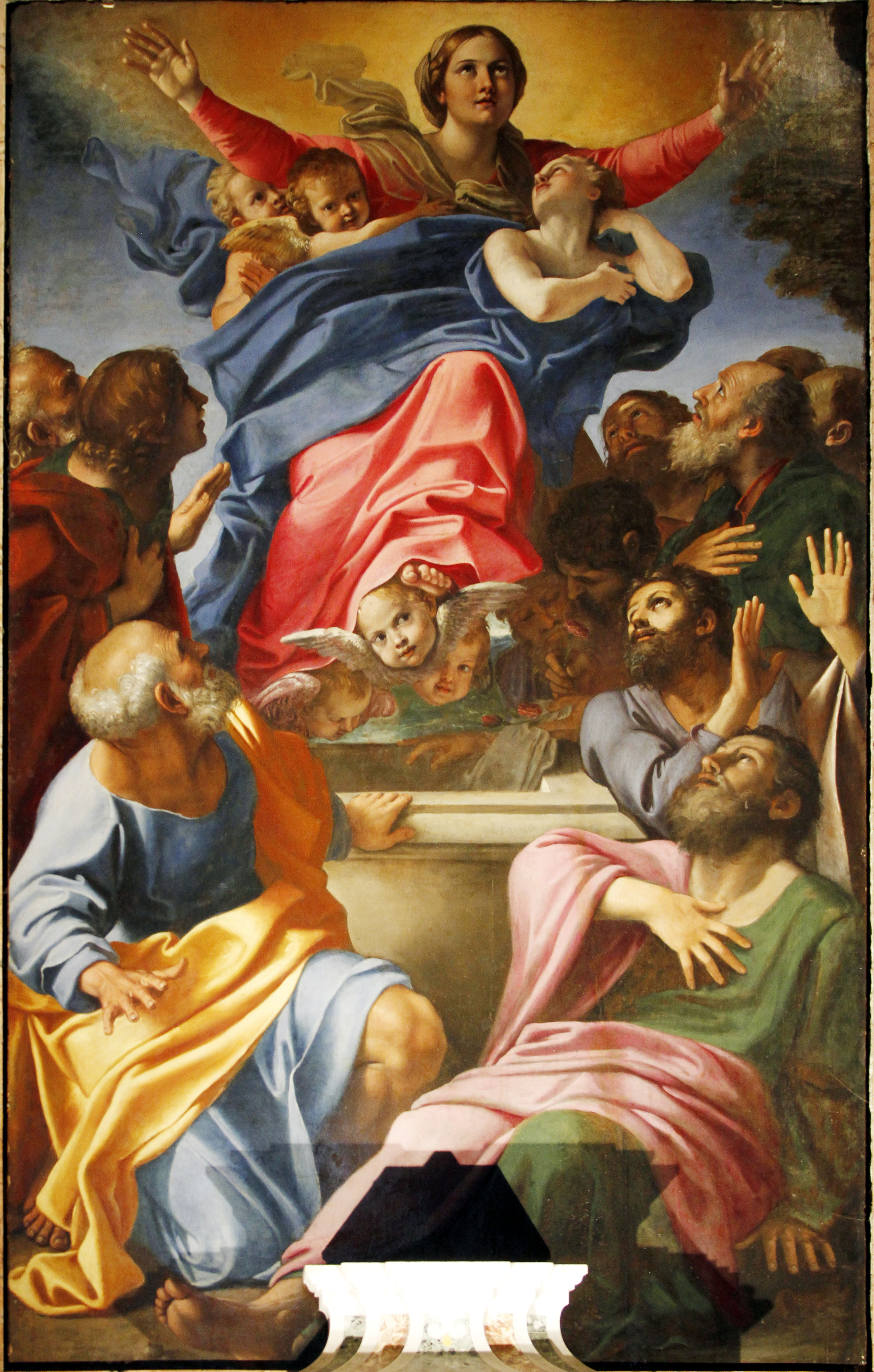
Вознесіння Богородиці,ц.Санта Марія дель Пополо, Рим.
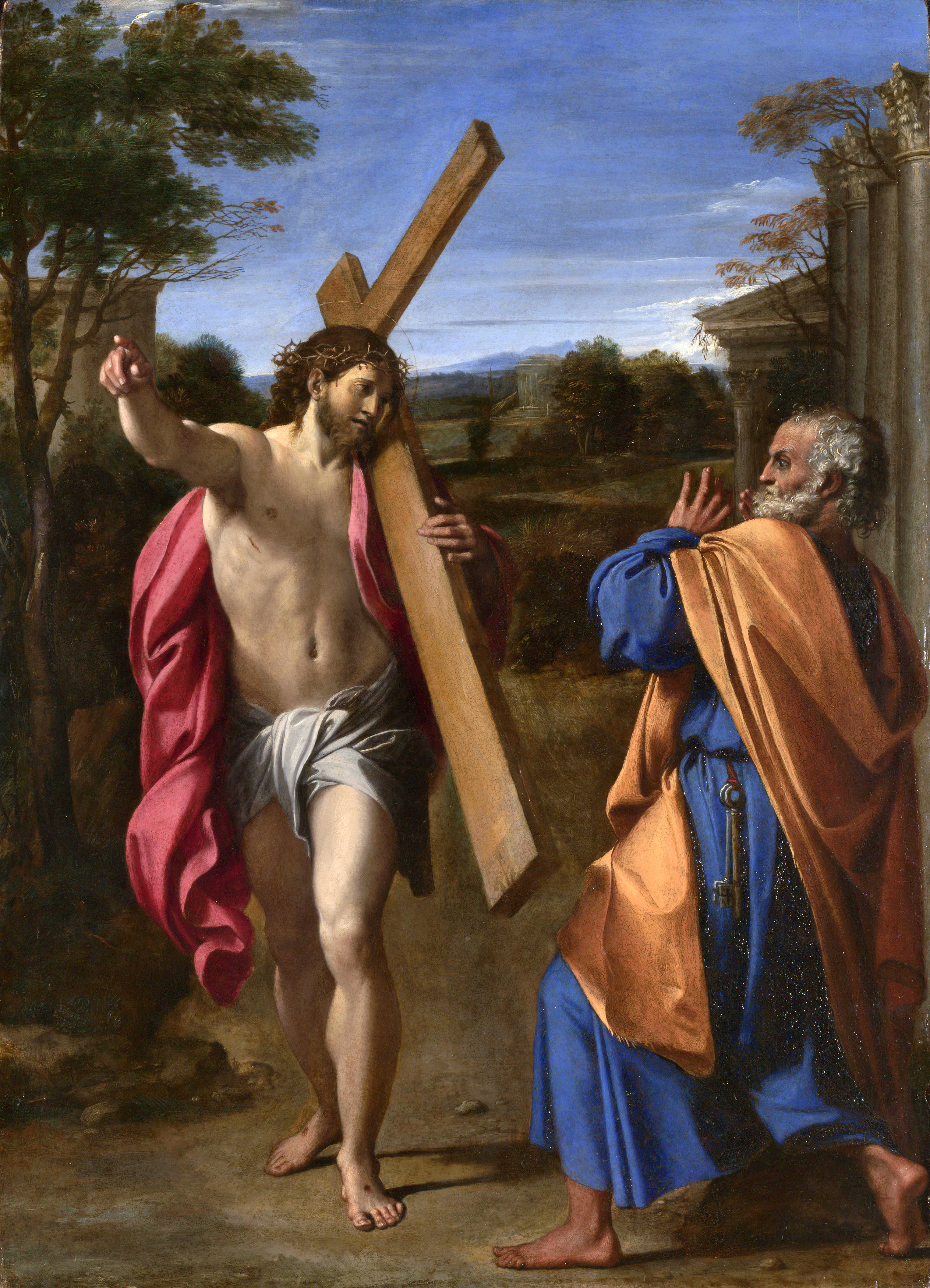
Куди прямуєш,Господи?,Нац.галерея, Лондон.
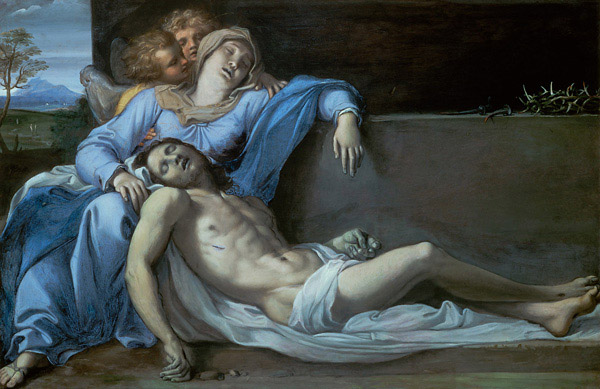
Оплакування Христа, Відень.
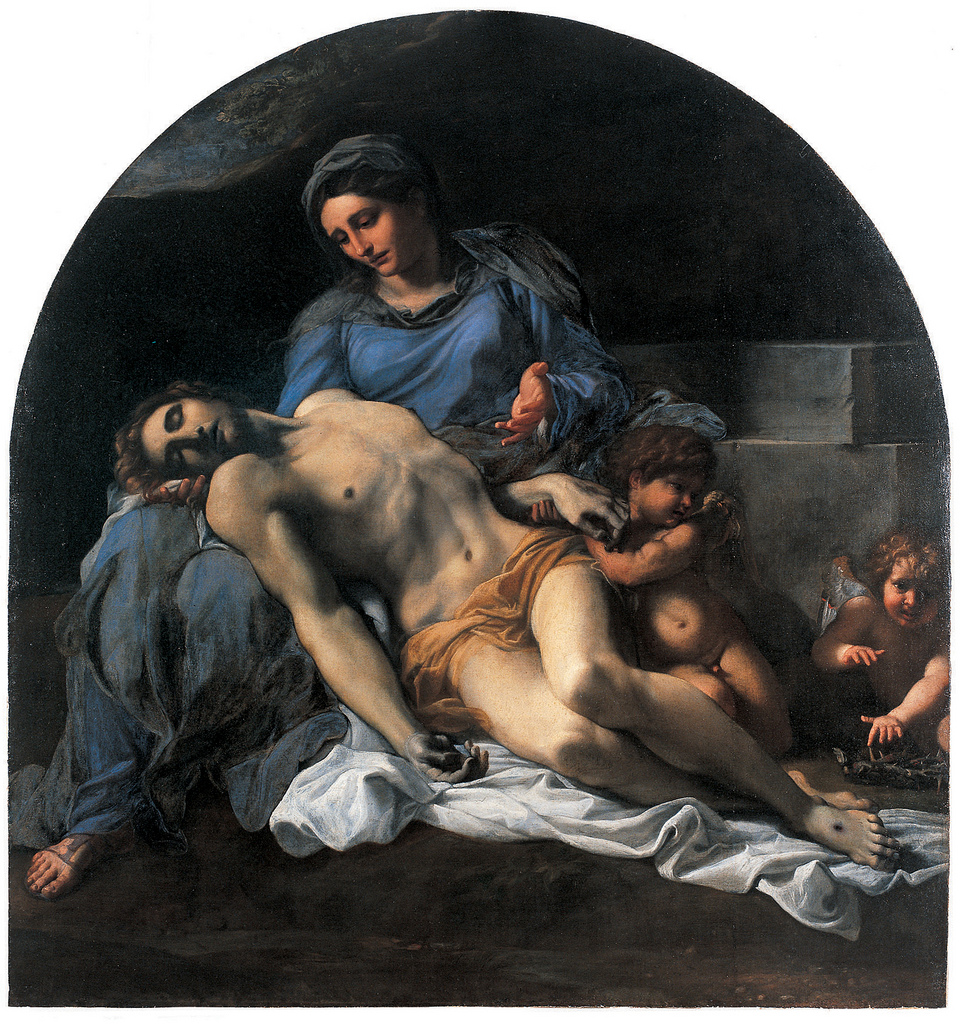
Оплакування Христа,(П'єта Фарнезе)

### Фрески

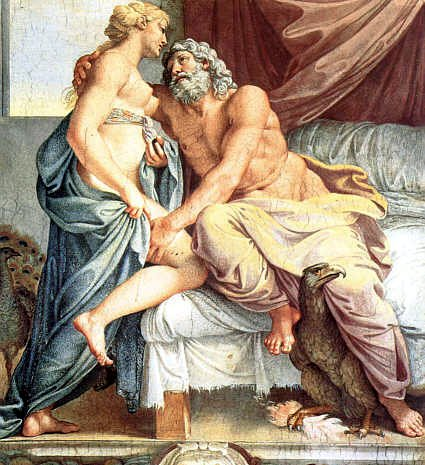
Юпітер з дружиною Юноною.
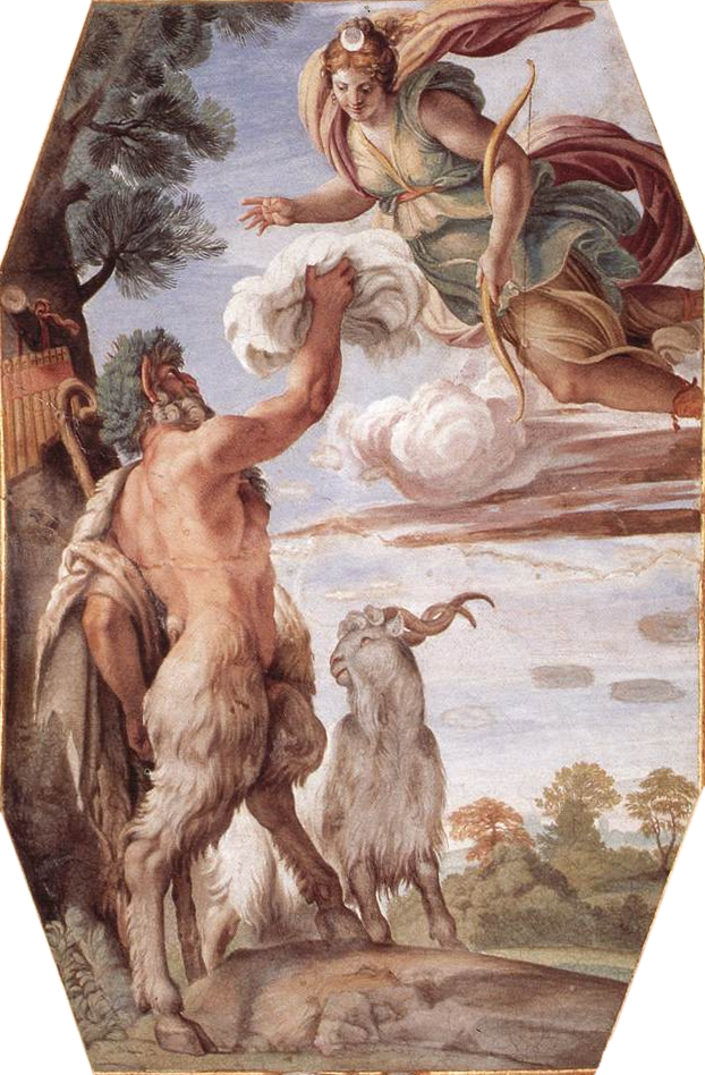
Дарунок богині Діані.
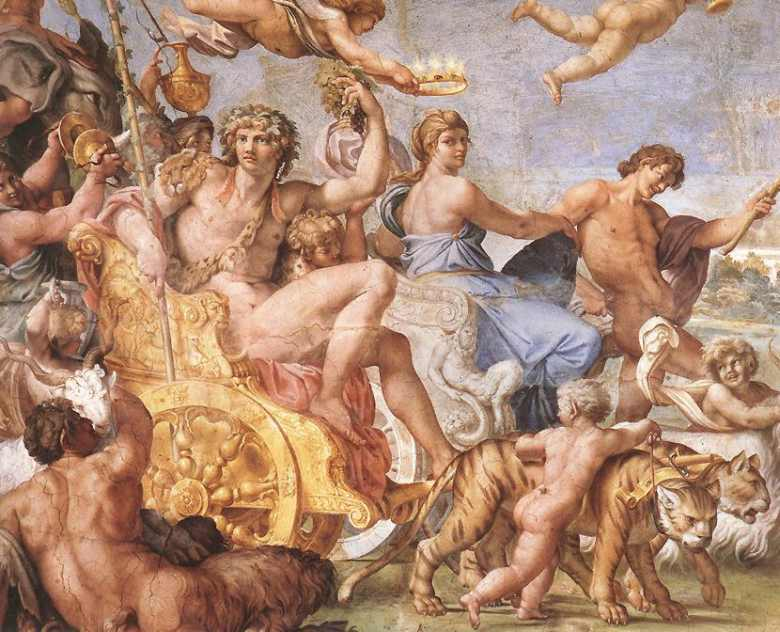
Тріумф Вакха і Аріадни.